# Molesme
Molesme è un comune francese di 232 abitanti situato nel dipartimento della Côte-d'Or nella regione della Borgogna-Franca Contea. Celebre l'abbazia fondata da san Roberto di Molesme.

## Società

### Evoluzione demografica
Abitanti censiti